# إيفان جون جونز
إيفان جون جونز (بالإنجليزية: Evan John Jones) هو محامي وسياسي أمريكي، ولد في 23 أكتوبر 1872 في شاموكين في الولايات المتحدة، وتوفي في 9 يناير 1952 في برادفورد في الولايات المتحدة. حزبياً، نشط في الحزب الجمهوري. وقد انتخب عضو مجلس النواب الأمريكي (4 مارس 1919 – 3 مارس 1923).